# Cserés Miklós
Cserés Miklós (Tiszaladány, 1914. február 2. – Budapest, 1981. október 15.) színházi és rádiós rendező, író, esztéta, főiskolai tanár; dramaturg, a Magyar Rádió főrendezője.

## Életpályája
Elemi- és középiskoláit Tokajban, Nyíregyházán és Sárospatakon járta ki. Szegeden, Münchenben és Berlinben végezte el az egyetemet; tanári diplomát és színháztudományi doktorátust szerzett. Ösztöndíjjal Max Reinhardtnál is tanult Bécsben. 1932–33-ban a Comenius Önképzőkör ifjúsági elnöke volt. 1940-ben a munkácsi Állami Tanítóképző tanára volt. 1941–42-ben a bécsi Burgtheater segédrendezője volt. 1942–1945 között a Magyar Rádió és Telefonhírmondó Rt. dramaturgja, 1946–1948 között a Központi Híradó Rt., illetve a Magyar Rádió Drámai Osztályának munkatársa volt. 1948–1950 között a Magyar Rádió színtársulatának vezetőjeként dolgozott. 1950–1958 között a Stúdió Osztály vezetője volt. 1956–1958 között fődramaturg volt a Magyar Televíziónál. 1958–1981 között a Magyar Rádió dramaturg-főrendezője volt. 1969–1974 között a Tömegkommunikációs Kutatóközpont főszerkesztőjeként dolgozott. 1979-ben nyugalomba vonult.
Számos könyvet írt a rádiórendezésről, esztétikáról, és sok művet dramatizált a rádió számára.
Sírja a Farkasréti temetőben található (36/1-1-9).

## Fontosabb rendezései
- Ernest Hemingway: Az öreg halász és a tenger
- Vörösmarty Mihály: A bujdosók
- Arisztophanész: Nőuralom
- Gogol: Egy őrült naplója
- Tolsztoj: Ivan Iljics halála
- Sarkadi Imre: A gyáva
- Sánta Ferenc: Húsz óra
- Günter Eich: Pillantás Velencére
- Terajama Sudzsi: Jamamba
- Babits Mihály: Halálfiai
- Aszlányi Károly: Hét pofon
- Sütő András: Anyám könnyű álmot ígér
- Maróti Lajos: A kolostor

## Művei
- A német impresszionista dráma típusai (Szeged, 1939)
- Láthatatlan színház (1948)
- Rádiószínház-televíziószínház (1962)
- A rádiószerű rádió (1964)
- Az élőszó eszközével (Szecskő Tamással és Tardos Andrással, 1969)
- Rádióesztétika (1974)
- A rádióban elhangzott beszédről (Deme Lászlóval, 1976)
- A rádió - a tömegkommunikáció eszköze (1976)

## Díjai
- Jászai Mari-díj (1964)
- Érdemes művész (1974)
- a Magyar Rádió Ezüst Antennadíja (életművéért, 1977)
- Tiszaladány díszpolgára